# Ingo Voge

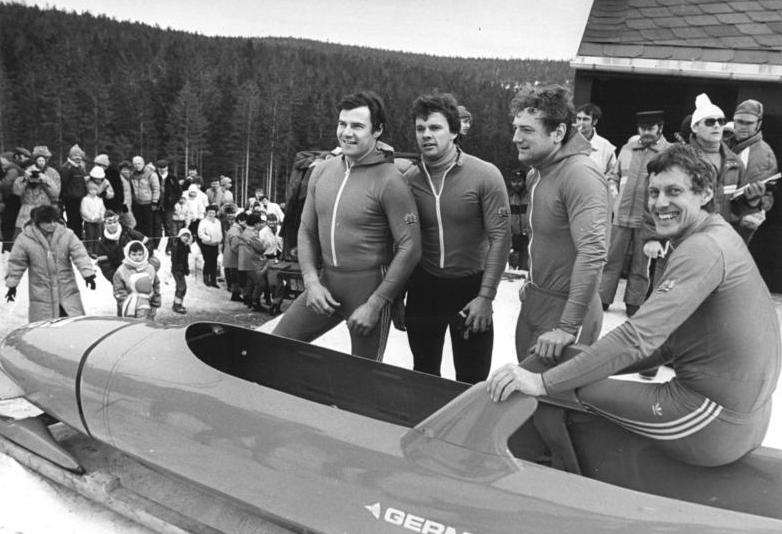
Od lewej: Wolfgang Hoppe, Bogdan Musiol, Ingo Voge i Dietmar Schauerhammer w 1987 r.

Ingo Voge (ur. 14 lutego 1958 w Falkensee) – niemiecki bobsleista reprezentujący NRD, dwukrotny medalista olimpijski oraz dwukrotny medalista mistrzostw świata.

## Kariera
Jego olimpijskim debiutem były igrzyska w Sarajewie w 1984 r. Wraz z Bernhardem Lehmannem, Bogdanem Musiolem i Eberhardem Weise wywalczył srebrny medal w czwórkach. Cztery lata później, podczas igrzysk olimpijskich w Calgary wspólnie z Wolfgangiem Hoppe, Dietmarem Schauerhammerem i Bogdanem Musiolem wywalczył kolejny srebrny medal olimpijski.
Startował także na mistrzostwach świata w Cervinie, gdzie razem z Lehmannem, Matthiasem Trübnerem i Steffenem Grummtem zdobył złoty medal w czwórkach. Ostatni ze swoich medali zdobył na mistrzostwach świata w Cortinie d’Ampezzo w 1989 roku, gdzie reprezentanci NRD w składzie: Wolfgang Hoppe, Bodo Ferl, Bogdan Musiol i Ingo Voge wywalczyli brązowy medal.
Jego żoną była Petra Sölter, która reprezentowała NRD w biegach narciarskich.